# Classici (Adelphi)
La Classici è una delle collane storiche e di lusso dell'editore Adelphi di Milano. La collezione, nata nel 1963, ha raggiunto i 78 titoli nel novembre 2024, data dell'ultima novità pubblicata. Tuttavia, le uscite sono state, nei decenni, molto rare.   
All'interno della collana, con la stessa grafica e veste, sono apparse, con numerazione a sé stante, le Opere e l'Epistolario di Friedrich Nietzsche e, per formato, anche i tre volumi de La sapienza greca di Giorgio Colli.

## Volumi pubblicati
I seguenti titoli vengono presentati in ordine alfabetico per autore:
- Henry Adams, L'educazione di Henry Adams, a cura di Vittorio Gabrieli (1964)
- Andrea Alciato, Il libro degli Emblemi, a cura di Mino Gabriele (2009)
- Anonimo romano, Cronica, a cura di Giuseppe Porta (1979)
- Brantôme, Le dame galanti, trad. di Alberto Savinio (1982)
- Giordano Bruno, Corpus iconographicum, a cura di Mino Gabriele (2001)
- Giordano Bruno, Opere lulliane, a cura di Marco Matteoli, Rita Sturlese e Nicoletta Tirinnanzi (2012)
- Giordano Bruno, Opere magiche, a cura di Simonetta Bassi, Elisabetta Scapparone e Nicoletta Tirinnanzi (2000)
- Giordano Bruno, Opere mnemotecniche, I, a cura di Marco Matteoli, Rita Sturlese e Nicoletta Tirinnanzi (2004)
- Giordano Bruno, Opere mnemotecniche, II, a cura di Marco Matteoli, Rita Sturlese e Nicoletta Tirinnanzi (2009)
- Giordano Bruno, Opere matematiche, ed. diretta da Michele Ciliberto, a cura di Laura Carotti e Marco Matteoli (2024)
- Georg Büchner, Opere, a cura di Giorgio Dolfini (1963)
- Samuel Butler, Erewhon e Ritorno in Erewhon, trad. di Lucia Drudi Demby (1965)
- Giulio Camillo, L'idea del theatro, a cura di Lina Bolzoni (2015)
- Francesco Colonna, Hypnerotomachia Poliphili, a cura di Marco Ariani e Mino Gabriele (1998)
- Benedetto Croce, Estetica, a cura di Giuseppe Galasso (1990)
- Benedetto Croce, Etica e politica, a cura di Giuseppe Galasso, (1994)
- Benedetto Croce, Storia dell'età barocca in Italia, a cura di Giuseppe Galasso (1993)
- Benedetto Croce, Storia del Regno di Napoli, a cura di Giuseppe Galasso (1992)
- Benedetto Croce, Storia d'Europa nel secolo decimonono, a cura di Giuseppe Galasso (1991)
- Benedetto Croce, Storia d'Italia dal 1871 al 1915, a cura di Giuseppe Galasso (1991)
- Benedetto Croce, Teoria e storia della storiografia, a cura di Giuseppe Galasso (1989)
- Daniel Defoe, La vita e le avventure di Robinson Crusoe, a cura di Lodovico Terzi (1963)
- Carlo Dossi, Note azzurre, a cura di Dante Isella (1964)
- Wolfgang Goethe, Wilhelm Meister, trad. di Anita Rho ed Emilio Castellani (1976)
- Friedrich Hölderlin, Le liriche, a cura di Enzo Mandruzzato (1977)
- Immanuel Kant, Critica della ragione pura, a cura di Giorgio Colli (1976)
- Gottfried Keller, Tutte le novelle, I, trad. di Ervino Pocar e Lavinia Mazzucchetti (1963)
- Gottfried Keller, Tutte le novelle, II, trad. di Anita Rho, Lavinia Mazzucchetti e Gianna Ruschena (1964)
- Marco Anneo Lucano, Farsaglia, a cura di Ludovico Griffa (1967)
- Niccolò Machiavelli, Opere letterarie, a cura di Luigi Blasucci (1964)
- Alessandro Manzoni, Tutte le lettere, a cura di Cesare Arieti (1986)
- Giovan Battista Marino, L'Adone, a cura di Giovanni Pozzi (1988)
- Christopher Marlowe, Teatro completo, a cura di Juan Rodolfo Wilcock (1966)
- Enea Silvio Piccolomini, I commentarii, a cura di Luigi Totaro (1984)
- Marco Polo, Milione, a cura di Valeria Bertolucci Pizzorusso (1975)
- Porfirio, L'antro delle Ninfe, a cura di Laura Simonini (1986)
- Caio Crispo Sallustio, Opere complete, a cura di Raffaele Ciaffi (1969)
- Arthur Schopenhauer, Parerga e paralipomena, I, a cura di Giorgio Colli (1981)
- Arthur Schopenhauer, Parerga e paralipomena, II, a cura di Giorgio Colli e Mario Carpitella (1983)
- Arthur Schopenhauer, Scritti postumi, I, a cura di Sandro Barbera e Arthur Hübscher (1996)
- Arthur Schopenhauer, Scritti postumi, III, a cura di Giovanni Gurisatti (2004)
- Stendhal, Vita di Henry Brulard e Ricordi d'egotismo, a cura di Giuliano Pirotta (1964)
- August Strindberg, Teatro da camera, a cura di Luciano Codignola (1968)
- August Strindberg, Verso Damasco, I-III, trad. di Luciano Codignola e Mady Obolensky (1974)
- Hippolyte Taine, Le origini della Francia contemporanea: L'antico regime, a cura di Piero Bertolucci (1989)
- Hippolyte Taine, Le origini della Francia contemporanea: La Rivoluzione, traduzione di Piero Bertolucci e Paola Zallio Messori (1989)
- Niccolò Tommaseo, Fede e bellezza, a cura di Aldo Borlenghi (1963)
- Pietro Verri e Alessandro Verri, Viaggio a Parigi e Londra (1766-67), a cura di Gianmarco Gaspari (1980)